# Таборинський заказник
Державний зоологічний мисливський заказник "Таборинський" (рос. Государственный зоологический охотничий заказник "Таборинский") — заказник площею 7,7 тисяч га в Таборинському муніципальному районі Свердловської області. Заказник організований 11 серпня 1967 року для збереження і підвищення чисельності бобра. До природного комплексу заказника відносяться бобер, а також лось, видра, лисиця, білка, глухар, тетерів та інші.